# تیراندازی در مدرسه ایژوسک
در ۲۶ سپتامبر ۲۰۲۲، یک تیراندازی دسته جمعی در مدرسه ای در ایژوسک، اودمورتیا، در مرکز غرب روسیه رخ داد که هفده نفر کشته شدند و ۲۴ نفر دیگر زخمی شدند. پس از فرد مسلح به نام آرتم کازانتسف، اقدام به خودکشی کرد.